# 城南市野外コンサート換気口崩落事故
城南市野外コンサート換気口崩落事故(ソンナムし やがいコンサートかんきこうほうらくじこ)は、2014年10月17日に大韓民国の京畿道城南市盆唐区で行われた野外コンサート「板橋テクノバレーフェスティバル」で発生した換気口崩落事故である。
事故当時には女性アイドルグループの4minuteが公演中で700人ほどの観客が集まっており、130cmほどの高さがある周囲から一段高くなっているグレーチングで蓋をされていた換気口の上部に大勢の観客が乗って観覧していた。しかし17時53分に縦4m、横7mにわたって敷かれていた6枚組のグレーチングが崩落し、上に乗って観覧していた27人が地下4階の地下駐車場に通じる換気口の底へ20m落下、翌18日午前の時点で16人が死亡し、11人が大怪我をする事故となった。また、11人の負傷者のうち8人が肺や胃に致命的な損傷を負っており、以後も死亡者が増える可能性があることが報じられた。
この換気口の安全対策について、警備員の配置や柵の設置、注意喚起の張り紙などの接近防止措置が採られていなかったことや、司会者が注意喚起を行ったが観客がその場で観覧を続けたことから、韓国メディアはセウォル号沈没事故の事例などを挙げて、韓国社会に蔓延する「安全不感症」を批判した。
韓国政府は現地に鄭烘原国務総理を派遣し原因究明や被害者の救助に全力を尽くすよう指示をした。
また、イベントを計画した市の科学技術振興院の課長が事故当日に警察から取調べを受けたが、事故翌日の10月18日の午前にテクノバレーにあるビルから飛び降り自殺している。